# Bitwa koło Ławicy Skerki
Bitwa koło Ławicy Skerki – bitwa morska stoczona w czasie II wojny światowej niedaleko Ławicy Skerki (ang. Skerki Bank) u wybrzeża Tunezji na Morzu Śródziemnym, w nocy 2 grudnia 1942 roku pomiędzy siłami brytyjskimi i włoskimi.

## Bitwa
Pod koniec listopada 1942 roku włoskie dowództwo zaplanowało operację dostarczenia zaopatrzenia do portów afrykańskich, w drodze czterech konwojów: B i G do Tunisu, C do Trypolisu i H do Bizerty. Operacja została wykryta przez brytyjskie rozpoznanie lotnicze i na przechwycenie konwoju H wysłany został zespół Q (Force Q) z przylądka Bon.
Siły brytyjskie składały się z lekkich krążowników HMS "Aurora", "Argonaut" i "Sirius" oraz niszczycieli HMS "Quentin" i HMAS "Quiberon". Dowodził nimi admirał C. H. J. Harcourt. Siły brytyjskie 2 grudnia 1942 roku o godz. 0:37 przechwyciły i zaatakowały włoski konwój w składzie czterech statków i jego eskortę składającą się z 3 niszczycieli i dwóch torpedowców. Włoska eskorta składała się z niszczycieli "Nicoloso Da Recco" (okręt flagowy), "Camicia Nera", "„Folgore” i torpedowców „Clio” i „Procione”. Eskortą dowodził komandor Aldo Cocchia. W wyniku bitwy zatonęły wszystkie statki konwoju wraz z "Folgore". Flagowy niszczyciel "Da Recco" doznał poważnych uszkodzeń i musiał być następnego dnia odholowany do Trypolisu przez niszczyciel "Antonio Pigafetta". Uszkodzony został też torpedowiec (właściwie niszczyciel eskortowy) "Procione". Włoskie niszczyciele próbowały ataków torpedowych, lecz bezskutecznie. Brytyjczycy nie ponieśli żadnych strat w czasie samej bitwy, chociaż HMS "Quentin" został storpedowany i zatonął po odwetowym ataku lotnictwa Osi następnego poranka.
Zginęło ok. 2200 włoskich marynarzy i żołnierzy, w tym 124 na "Folgore", 118 na "Da Recco" i 3 na "Procione".
Włoski dowódca kmdr Aldo Cocchia, ranny podczas bitwy, został odznaczony Złotym Medalem za Męstwo Wojskowe (Medaglia d'oro al Valor Militare), podobnie jak dowódca "Camicia Nera" kmdr por. Adriano Foscari i poległy dowódca "Folgore" kmdr ppor. Ener Bettica.

## Zestawienie sił
† – jednostki zatopione
# – jednostki uszkodzone, ## – poważnie

### Wielka Brytania
- Force Q (kontradmirał C. H. J. Harcourt)
  - krążownik lekki: HMS "Aurora"  (okręt flagowy)
  - krążowniki lekkie (przeciwlotnicze): HMS "Argonaut", HMS "Sirius" (typu Dido)
  - niszczyciele: HMS "Quentin" i HMAS "Quiberon" (typu Q/R)

### Włochy
- Konwój H (komandor Aldo Cocchia)
  - eskorta:
    - niszczyciele "Nicoloso Da Recco"##  (okręt flagowy), "Camicia Nera", „Folgore”†
    - torpedowce „Clio”(inne języki), „Procione”(inne języki)#

  - statki: "Aventino"† (3794 BRT), "Puccini"† (2422 BRT), "Aspromonte"† (976 BRT), KT 1† (850 BRT) (niemiecki)[3]